# Брахфогель, Альберт
Альберт Эмиль Брахфогель (нем. Albert Emil Brachvogel; 1824—1878) — немецкий писатель и драматург; многие его романы и драмы переведены на русский язык.

## Биография
Альберт Брахфогель родился 29 апреля 1824 года в городе Бреславле (ныне Вроцлав), где и получил среднее образование .
Он рано проявил наклонность к драматическому искусству, но родственники устроили его в гравёрную мастерскую. После смерти матери, в 1844 году, Брахфогель захотел быть актёром и дебютировал на сцене гицингского театра, близ Вены, но не имел успеха и с тех пор занялся исключительно литературой.
С целью пополнить своё научное образование, Альберт Эмиль Брахфогель много читал и усердно посещал лекции Рёпелля, Штейна, Калерта и Бранисса в университете своего родного города. 

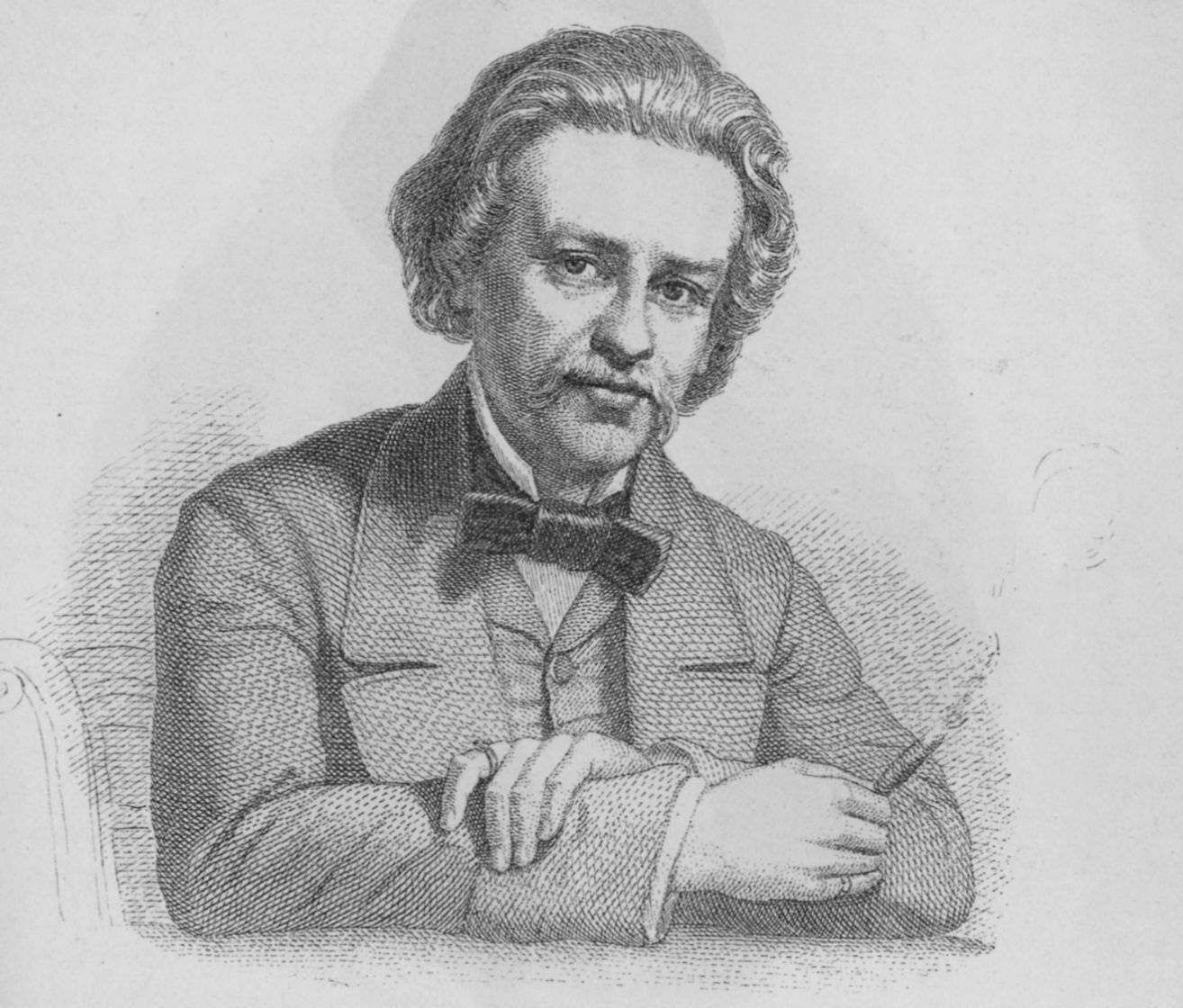
Альберт Брахфогель

В 1847 году переселился в Берлин и определился секретарем в театр Кролля; он оставался в этой должности до полного крушения названного театра.
В 1856 году Альберт Эмиль Брахфогель в подражание драмы Дидро «Les neveux de Rameau» написал трагедию «Нарцисс» (Лейпциг, 1857; 5 издание 1878) и тем положил начало своей известности как драматурга. Трагедия имела блистательный успех, обошла все немецкие сцены и переведена почти на все европейские языки, в том числе и на русский.
Такого успеха не имели его позднейшие драмы, но все его пьесы, хотя и в меньшей степени, чем «Нарцисс», показывают отличное знание автором сцены и театральных эффектов.
Помимо этого Брахфогель написал множество романов (см. раздел «Библиография»). Все эти произведения, согласно ЭСБЕ, «свидетельствуют о богатой фантазии, но нет в них художественной законченности».
Альберт Брахфогель издал также собрание жизнеописаний государей, государственных мужей и полководцев под заглавием: «Die Männer der neuen deutscheu Zeit» (т. 1—4, Ганнов., 1872—75). Его избранные сочинения были изданы в 4-х томах в столице Германии в 1873 году.
Альберт Эмиль Брахфогель умер 27 ноября 1878 года в городе Берлине.
Через год после его смерти в Йене было опубликовано собрание его романов, повестей и драм, со вступлением и биографией, написанными Рингом.

## Избранная библиография
Драмы
- «Нарцисс» (Лейпциг, 1857; 5 издание 1878);
- «Adalbert vom Babenberge» (1858),
- «Mon de Caus» (1859),
- «Der Usurpator» (1860),
- «Princessin Montpensier» (1865),
- «Die Harfenschule» (1869);
- «Alte Schweden» (1874).

Романы
- «Friedemann Bach» (3 т., Берлин, 1858; 3 издание 1872),
- «Benoni» (3 тома, Лейпциг, 1860);
- «Der Trödler» (2 т., Лейпциг, 1862; 2 издание, Йена, 1879);
- «Ein neuer Falstaff» (3т., Лейпц., 1862);
- «Schubart und seine Zeitgenossen» (4 т., Лейпц., 1863);
- «Beaumarchais» (4 т., Йена, 1865; 2 изд., Йена, 1880);
- «William Hogarth» (3 т., Берл., 1866);
- «Hamlet» (Бреславль, 1867);
- «Der deutsche Michael, Historischer Roman» (4 т., Берл., 1868; 2 изд., 1874);
- «Der blaue Kavalier» (3 т., Бресл., 1868);
- «Die Grafen Barfus» (4 т., Лейпциг, 1869);
- «Ludwig XIV oder die Komödie des Lebens» (4 т., Берл., 1870);
- «Der fliegende Holländer» (4 т., Берл., 1871);
- «Glancarty» (4 т., Ганнов., 1871);
- «Das Räthsel von Hildburghausen» (2-е издание, 4 т., Ганнов., 1873);
- «Der Fels von Erz» (4 т., Берл., 1872);
- «Ritter Lupold von Wedels Abenteuer. Historischer Roman» (3 т., Берл., 1874);
- «Des grossen Friedrich Adjutant» (4 т., 1875);
- «Des Misstrauens Opfer» (3 т., Берл., 1876);
- «Der Schlüssel» (3 т., Ганнов., 1875);
- «Parcival» (3 т., Берлин, 1878);
- «El Dorado» (2 т., Берл., 1880);
- «Der Kampf der Dämonen» (4 т., Берл., 1880).

Прочее
- «Die Männer der neuen deutscheu Zeit» (т. 1—4, Ганнов., 1872—75)
- «Lieder und lyrische Dichtungen» (Берлин, 1861; 2 издание, Лейпц., 1869);
- «Historische Novellen» (4 т., Лейпц., 1863—64);
- «Neue Novellen» (2 т., Бреславль, 1867);
- «Theatralische Studien» (Лейпциг, 1863);
- «Die Geschichte des Königlichen Theaters zu Berlin» (т. 1 и 2, Берл., 1877—78).